# Desloge, Missouri
Desloge, Missouri (енгл. Desloge) град је у америчкој савезној држави Мисури.

## Демографија
По попису из 2010. године број становника је 5.054, што је 252 (5,2%) становника више него 2000. године.
| Група             | 2000.         | 2010.         |
| Белци             | 4.706 (98,0%) | 4.877 (96,5%) |
| Афроамериканци    | 5 (0,1%)      | 39 (0,8%)     |
| Азијати           | 6 (0,1%)      | 8 (0,2%)      |
| Хиспаноамериканци | 34 (0,7%)     | 55 (1,1%)     |
| Укупно            | 4.802         | 5.054         |